# يانغي
يانغي، أو إيا-آن-غي، كان الملكالأشوري من الفترة المبكرة وفقا لقائمة ملوك آشور الذي ذكر فيها أنه الثالث من أصل سبعة عشر ملكا مِن مَن عاشوا في الخيم. وكثيرا ما تم تفسيره على أنها قائمة أسلاف الملك الأموريشمشي أدد الأول الذي غزا مدينة آشور. وتذكر قائمة الملوك أنه خليفة الملك آدامو. وأن سوهلامو خلفه في الحكم.